# Jungfrauenkapelle (Obernai)

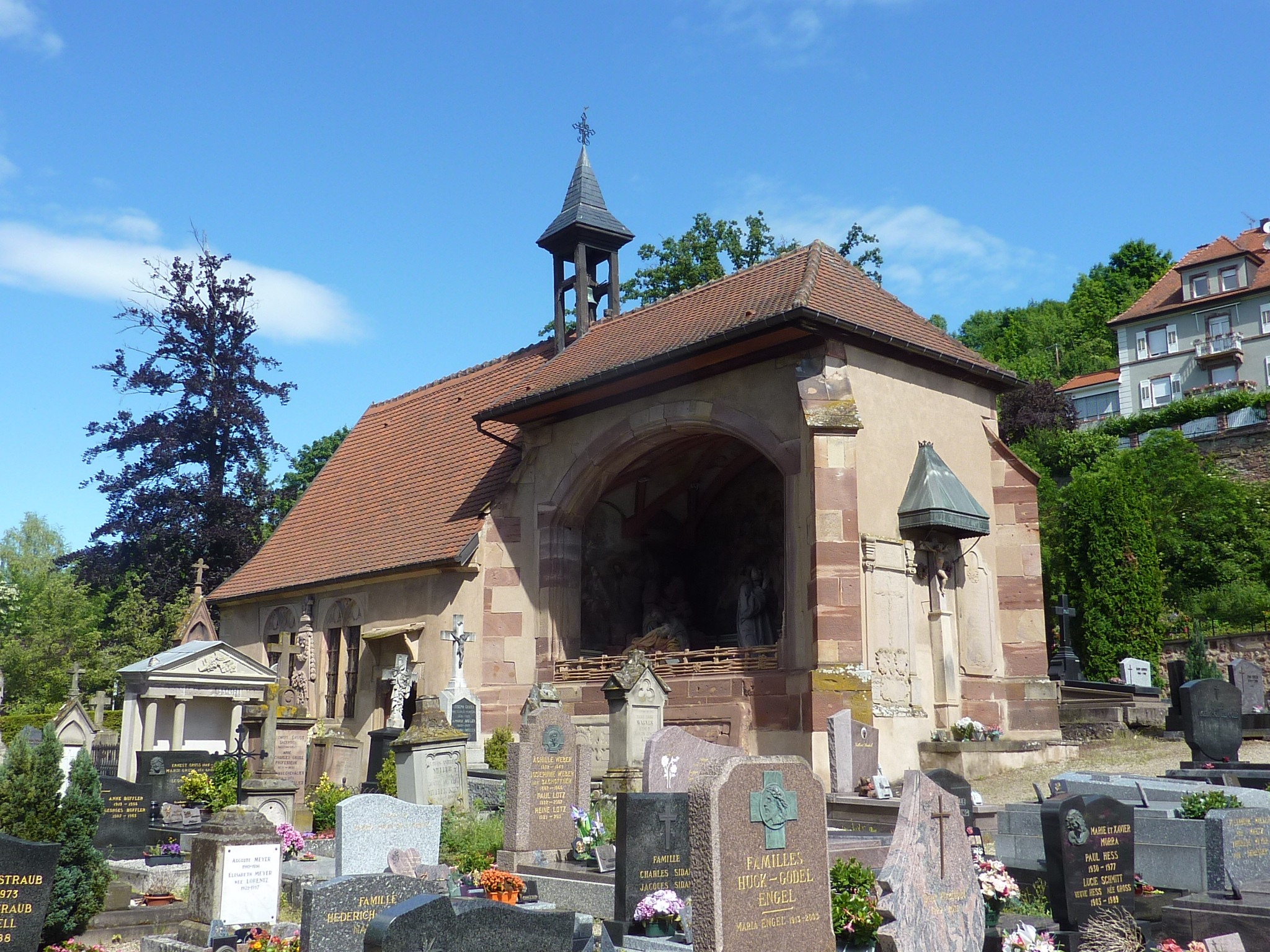
Blick zur Jungfrauenkapelle mit der Ölberggruppe

Die Jungfrauenkapelle (Französisch: Chapelle de la vierge) ist die Friedhofskapelle von Obernai im Elsass (Département Bas-Rhin). Zur Kapelle gehört eine bedeutende Ölberggruppe.
Kapelle und Ölberg sind seit 1929 als Monument historique klassifiziert.

## Geschichte
Die Ölberggruppe wurde im Jahr 1517 durch Paul Windeck geschaffen. Sie befindet sich in einem Gehäuse mit gotischem Gewölbe. Die Schlusssteine sind mit Wappen und Hausmarken versehen. Die Ölberggruppe wurde in die 1696 erbaute Jungfrauenkapelle einbezogen, die unter ihr liegt. 1810 wurde die Kapelle erweitert.

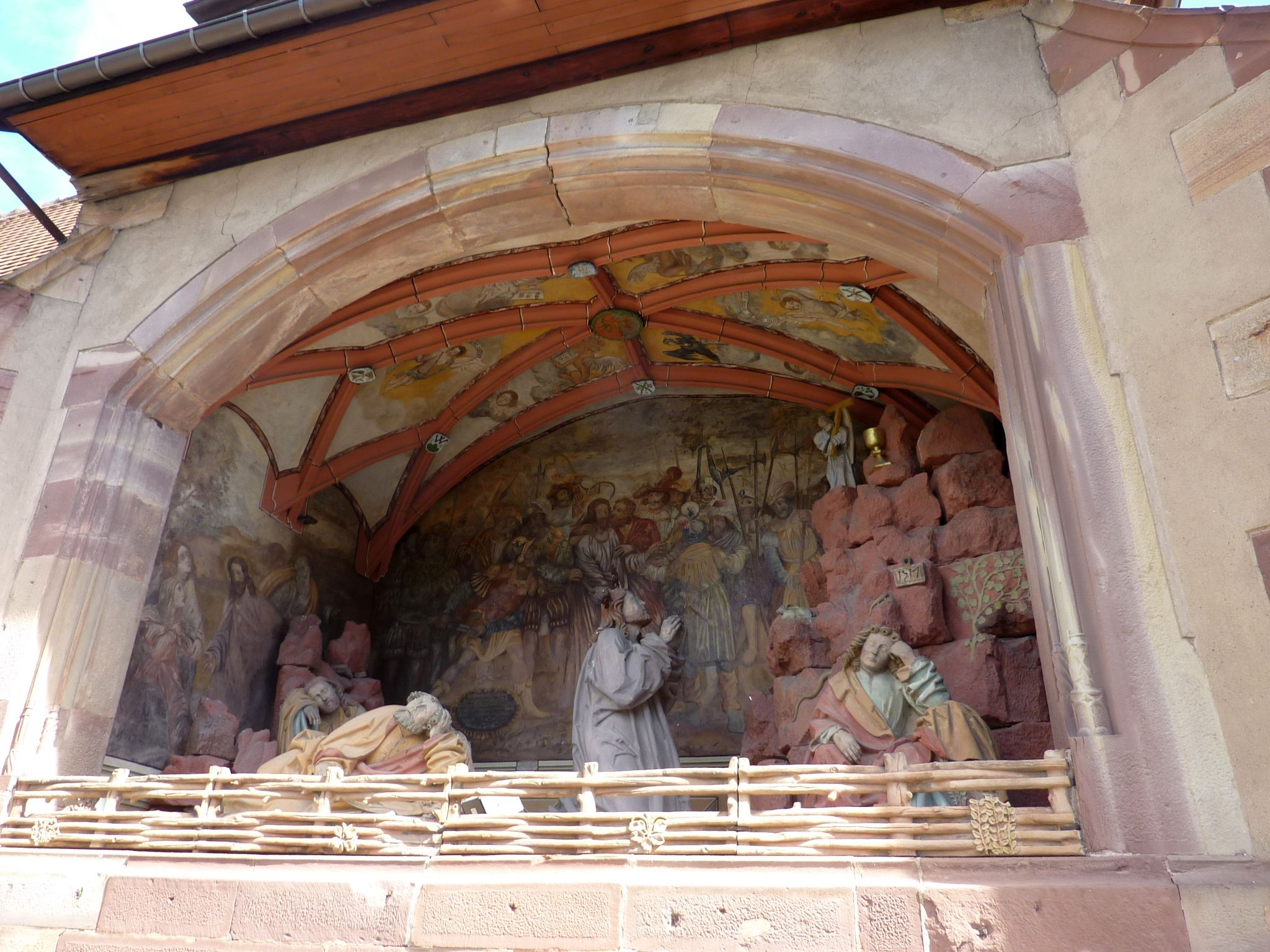
Die Ölberggruppe
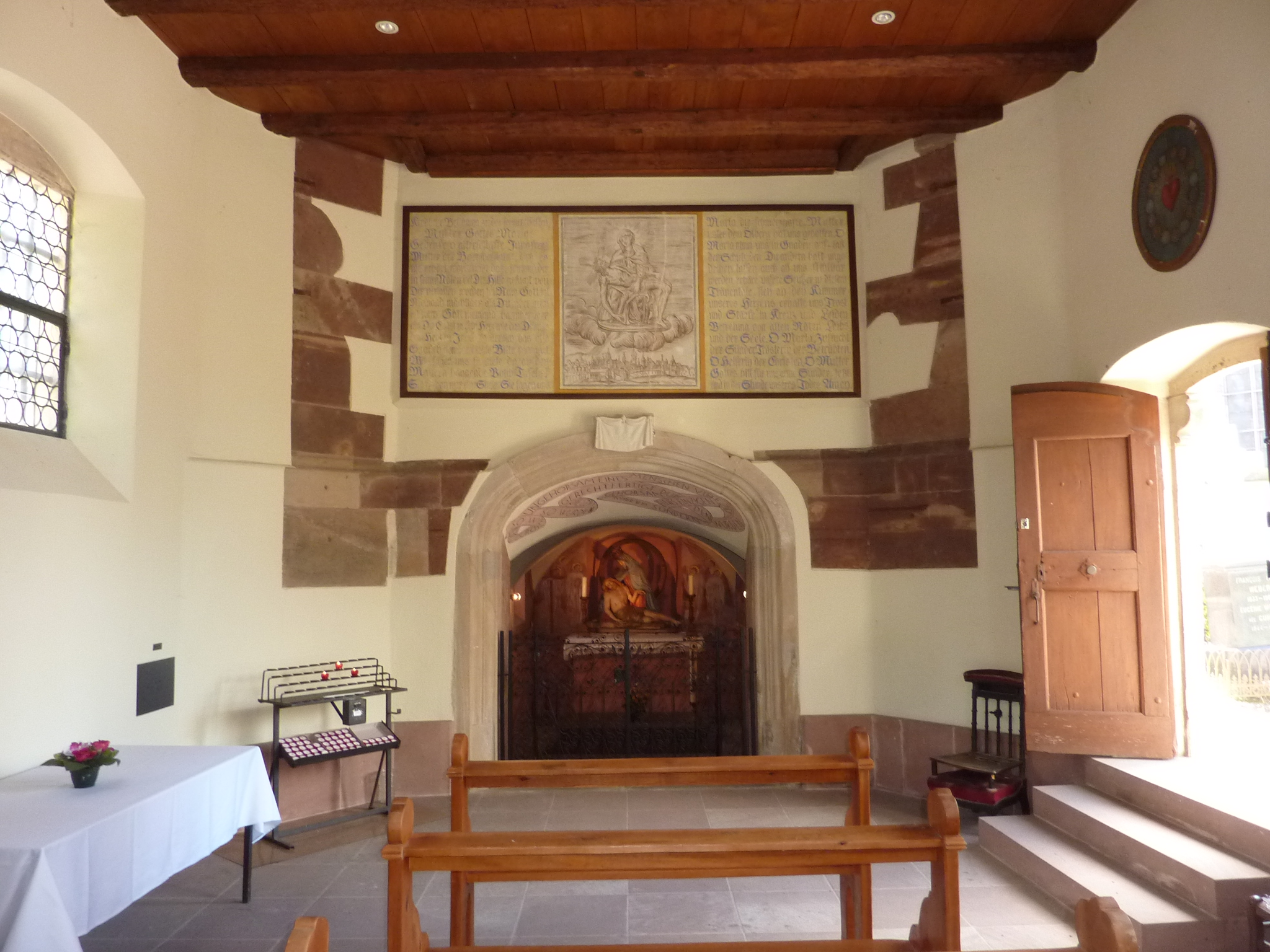
Obere Kapelle
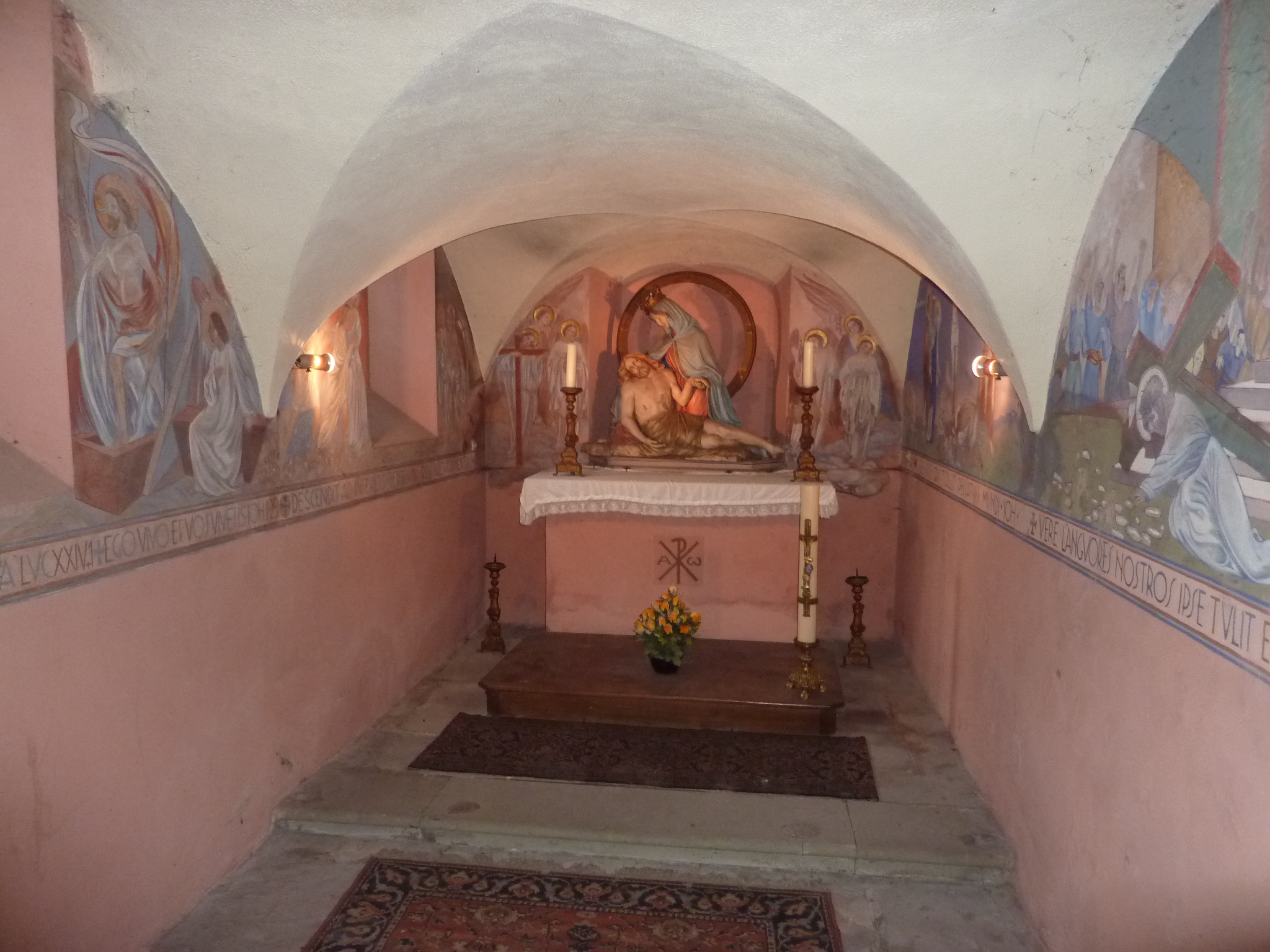
Chorraum unterhalb der Ölberggruppe